# Acebo
Acebo és un municipi de la província de Càceres, a la comunitat autònoma d'Extremadura (Espanya).

## Demografia
Acebo ha tingut la següent evolució demogràfica des de 1900: